# Путьковский, Александр Захарович
Алекса́ндр Заха́рович Путько́вский (Путковский) (1795, Российская империя — 21 мая 1849, Або, Великое княжество Финляндское) — полковник российской армии, участник Отечественной войны 1812 года, Георгиевский кавалер (1837).

## Биография
В чине прапорщика Вильманстрандского пехотного полка участвовал в Отечественной войне 1812 года.
Впоследствии служил в 46-м егерском полку, 17 октября 1833 года переведён в Нейшлотский егерский полк. 28 июля 1835 года назначен командиром Финляндского линейного батальона № 9. 1 января 1841 года произведён в полковники.
Скончался 21 мая 1849 года в Або в Великом княжестве Финляндском и погребён на православном участке городского кладбища.

## Награды
- Орден Святой Анны 3-й (4-й) степени (1812)
- Орден Святого Владимира 4-й степени (19 марта 1826)
- Знак отличия беспорочной службы за XX лет (22 августа 1833)
- Орден Святого Станислава 3-й (2-й) степени (4 сентября 1834)
- Орден Святого Георгия IV класса за выслугу 25 лет в офицерских чинах (29 ноября 1837; № 5601 по списку Степанова — Григоровича)
- Орден Святой Анны 2-й степени (1838)
- Знак отличия беспорочной службы за XXV лет (22 августа 1840)